# Маркус Ганеман
Маркус Ганеман (англ. Marcus Hahnemann, нар. 15 червня 1972, Сіетл) — колишній американський футболіст, що грав на позиції воротаря.
Відомий за виступами за низку англійських та американських клубів, а також національну збірну США.
У складі збірної — володар Золотого кубка КОНКАКАФ.

## Клубна кар'єра
Народився 15 червня 1972 року в місті Сіетл. Вихованець футбольної школи клубу «Сіетл Песіфік Фолконз».
У дорослому футболі дебютував 1994 року виступами за команду клубу «Сіетл Саундерз», в якій провів три сезони, взявши участь у 65 матчах чемпіонату.
Згодом з 1997 по 2002 рік грав у складі команд клубів «Колорадо Рапідз», «Фулгем», «Рочдейл».
Своєю грою за останню команду знову привернув увагу представників тренерського штабу клубу «Редінг», до якого прийшов у 2001 році у оренду з футбольного клубу «Фулгем», а з 2002 року виступав за «Редінг» на постійній основі. Цього разу відіграв за клуб з Редінга наступні сім сезонів своєї ігрової кар'єри. Більшість часу, проведеного у складі «Редінга», був основним голкіпером команди.
Протягом 2009—2012 років захищав кольори клубів «Вулвергемптон» та «Евертон».
У 2012 році повернувся до клубу «Сіетл Саундерз». Після повернення до клубу відіграв за команду з Сіетла 4 матчі в національному чемпіонаті, після чого завершив виступи на футбольних полях.

## Виступи за збірну
1994 року дебютував в офіційних матчах у складі національної збірної США. За 17 років провів у формі головної команди країни лише 9 матчів, більшість часу був одним з дублерів основних голкіперів американців — спочатку Бреда Фріделя, а згодом Тіма Говарда.
У складі збірної був учасником розіграшу Кубка конфедерацій 2003 року у Франції, розіграшу Золотого кубка КОНКАКАФ 2005 року у США, на якому команда здобула золоті нагороди, чемпіонату світу 2006 року у Німеччині, чемпіонату світу 2010 року у ПАР, розіграшу Золотого кубка КОНКАКАФ 2011 року у США, де разом з командою здобув «срібло».

## Титули і досягнення
- Володар Золотого кубка КОНКАКАФ: 2005
- Срібний призер Золотого кубка КОНКАКАФ: 2011